# Thierry Thévenin
Pour les articles homonymes, voir Thévenin.
Thierry Thévenin, né en 1965, est un paysan herboriste installé à Mérinchal dans la Creuse

## Biographie
Depuis 1987, Thierry Thévenin est producteur de plantes médicinales et cueilleur de plantes sauvages. Il obtient un brevet professionnel responsable d'exploitation agricole plantes aromatiques, médicinales et à parfum à Nyons en 1990, puis le certificat de phytologue-herboriste de l'Association pour le Renouveau de l'Herboristerie en 1999. Il adhère au syndicat simples en 1991 en en devient le porte parole en 2003.
En 2009, il reçoit le prix Paul Sébillot de folklore français, remis avec le Prix Claude-Seignolle pour son livre sur les plantes sauvages qui s'appuie sur la mémoire orale de l'usage des plantes.
De 2010 à 2016 il intervient régulièrement dans le magazine de la santé sur France 5 pour la rubrique "Allo Docteur".
En 2011, en tant que secrétaire général du syndicat simples, il s'implique dans le débat organisé par le sénateur Jean Luc Fichet pour recréer un statut d'herboriste. Le sénateur dépose un projet de loi  visant à réhabiliter la profession d’herboriste, ce projet ne devient pas une loi. À la suite de ce débat public, Thierry Thévenin publie un plaidoyer pour l'herboristerie.
En 2015, il co-fonde l'association "Vieilles racines et jeunes pousses", une  association, une  ferme-école  et  des éditions pour  transmettre la pratique du végétal.
Depuis 2016 il s'est rapproché du sénateur Joël Labbé afin de faire reprendre le travail parlementaire sur les métiers de l'herboristerie. En 2018, le sénateur Labbé crée une "Mission d'information sur le développement de l'herboristerie et des plantes médicinales" dont il est le rapporteur. Thierry THEVENIN est auditionné en tant que paysan-herboriste et porte parole du syndicat Simples par la mission, .
Il participe à la fondation de la « Fédération des Paysan(ne)s-herboristes » et en est actuellement[Quand ?] le président. La fédération a été créée à l’initiative de producteurs de plantes médicinales et aromatiques pratiquant la vente directe. Elle regroupe différents organismes (Le Syndicat SIMPLES: "Syndicat intermassifs pour la production et l’économie des Simples", la FNAB (Fédération nationale de l’agriculture biologique), le MABD: Mouvement d’agriculture biodynamique) et groupements de producteurs.
En 2017 et 2019, il participe à deux films documentaires où il défend une vision pluraliste et écologique du métier de paysan-herboriste.
En 2019, il écrit une chronique régulière dans le magazine Yggdrasil
Thierry Thévenin est une référence dans le monde de l’herboristerie, avocat de la cause des paysans-herboristes,,.

## Livres et publications
- 2008 Thierry Thévenin, Les plantes sauvages : connaître, cueillir et utiliser, aquarelles de Christine Achard, préface de Pierre Lieutaghi. Lucien Souny, réédité en 2019 en format poche.
- 2010, Thierry Thévenin, Être producteur-herboriste aujourd'hui, La garance voyageuse n° 92, Hiver 2010
- 2010, Thierry Thévenin, Main basse sur le neem, "Arishtha, l'arbre médecin" La garance voyageuse n° 92, Hiver 2010
- 2012 Thierry Thévenin; L’herboriste, celui qui connaît les plantes, Ethnopharmacologia numéro 49[10]
- 2013 Thierry Thévenin, Plaidoyer pour l'herboristerie : comprendre et défendre les plantes médicinales ; préface de Isabelle Robard, Actes Sud.
- 2015 Thierry Thévenin (collectif avec Jean Paul Lescure, Raphaëlle Garreta et Béatrice Morisson, Les plantes faisant l'objet de cueillettes commerciales sur le territoire métropolitain, une liste commentée, Le Monde des plantes, 2015 (n°517)
- 2019 Thierry Thévenin, Forêt et santé : Au-delà de la sylvothérapie remise à la mode, la forêt offre bien des ressources pour contribuer à la santé des humains (2019), La Garance voyageuse, N° 128 / Hiver 219
- 2019 Thierry Thévenin, Cédric Perraudeau et Jacky Jousson, Le chemin des herbes : du midi à l'Atlantique : identifier et utiliser 80 plantes sauvages médicinales, alimentaires, tinctoriales, préface de Louisa Jones, Ulmer
- 2020 Thierry Thévenin, Les Plantes du chaos, préface de Pablo Servigne, Lucien Souny